# Station Hamburg Rübenkamp
Station Hamburg Rübenkamp (City Nord) (Haltepunkt Hamburg Rübenkamp (City Nord), kort: Haltepunkt Rübenkamp) is een spoorwegstation in het stadsdeel Barmbek van de Duitse stad Hamburg. Het station is onderdeel van de S-Bahn van Hamburg aan de Spoorlijn Hamburg Hauptbahnhof - Hamburg-Poppenbüttel. 

## Geschiedenis

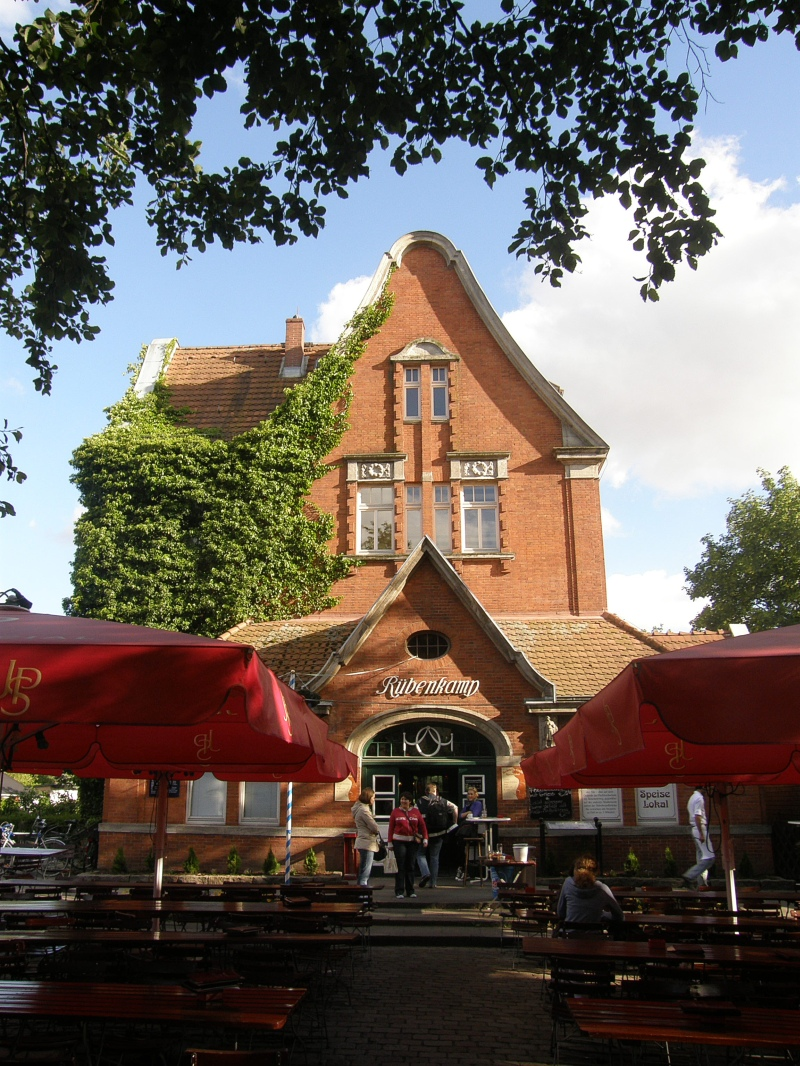
Voormalig stationsgebouw Rübenkamp, nu een restaurant met Biergarten (2010)

Bij de ingebruikname van de Hamburg-Altonaer Stadt- und Vorortbahn in 1906 was op het trajectdeel tussen het Hauptbahnhof en het station Ohlsdorf geen halte op deze plek gepland. Tegen het einde van 1913 opende een station met het doel het tezelfdertijd gebouwde ziekenhuis van Barmbek (thans Asklepioskliniek Barmbek) te ontsluiten. De toegang tot de halte volgde via het noorden door het stationsgebouw over een brug of over een andere brug aan het zuidelijke einde van het perron, die naar het oosten liep.
In de jaren 70 van de twintigste eeuw werd de brug aan de zuidzijde door een kleine brug vervangen, die nu naar het westen loopt. Hiermee trachtte men de verbinding met het kantorencomplex in City Nord te verbeteren. De brug aan de noordzijde werd begin jaren 80 van de twintigste eeuw grotendeels afgebroken. Als vervanger werd een houten bruggetje gebouwd, die langs het stationsgebouw loopt.
Tussen 2010 en 2012 werd de toegang tot het station barrièrevrij gemaakt.

## Locatie
Het station bevindt zich oostelijk van de City Nord in Barmbek. De toegang tot het perron is via bruggen vanaf de straten Hebebrandstraße en de Rübenkamp in het noorden en via de Dakarweg in het zuiden mogelijk. Ten westen van de sporen van de S-Bahn liggen de sporen van de Goederenlijn om Hamburg.

## Stationsgebouw
Na de verbouwingen in de jaren 80 zou het niet meer noodzakelijke stationsgebouw gesloopt worden. In 1984 verwierf een vereniging het gebouw. Het gebouw kreeg in 1987 een monumentale status. Vandaag de dag worden de ruimtes van het gebouw gebruikt voor evenementen. Tevens bevindt zich er een restaurant met een Biergarten.

## Inrichting
Het station beschikt over een overkapt eilandperron met een kiosk en een lift aan het noordelijke einde. De dichtstbijzijnde bushalte bevindt zich aan de Hebebrandstraße.

## Verbindingen
De volgende S-Bahnlijn doet het station Rübenkamp aan:
| Serie | Treinsoort        | Route | Bijzonderheden |
| ----- | ----------------- | --- | -------------- |
|       | S-Bahn (DB Regio) | Hamburg Airport – /Poppenbüttel – Ohlsdorf – Rübenkamp – Barmbek – Berliner Tor – Hauptbahnhof – Altona – Blankenese – Wedel |                |